# Linux (sabão em pó)

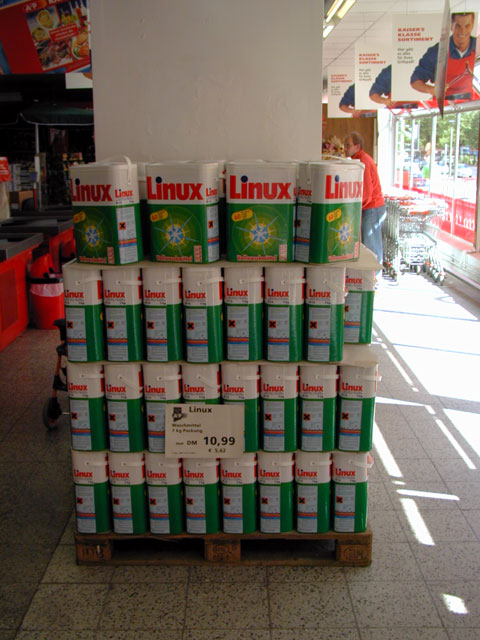
Linux em um supermercado.

Linux é uma marca registrada de um sabão em pó da empresa suíça Rösch AG.
Muitas vezes a comunidade do Linux esta recebendo este fato com um grande sorriso. Este sabão em pó também é usado como uma comparação jocosa justificando porque o Linux é superior ao todos os outros sistemas operacionais: ele pode lavar roupa. No entanto, também houve críticas ao uso do nome do famoso sistema operativo. Sabão em pó Linux é, no entanto, o uso legal da marca "Linux" registrada pela Rösch AG para lavar roupa e itens de higiene. A marca para o sistema operacional Linux não é violada por essa utilização.